# Котик Валентина Петрівна
Валенти́на Петрі́вна Ко́тик (нар. 8 січня 1978, Білий Колодязь, СРСР) — українська футболістка та футбольна тренерка, відома перш за все завдяки виступам у харківському «Житлобуді-1» та жіночій збірній України. Майстер спорту України.

## Життєпис
Валентина Котик народилася у смт Білий Колодязь, що на Харківщині. Мешкала в Полтавській області, займалася легкою атлетикою. У 16-річному віці переїхала тренуватися до спортивної школи в Запоріжжі, а за три роки почала займатися футболом. Захищала кольори футбольного клубу «Іскра» (згодом клуб було перейменовано на «Графіт»).
Після розформування запорізької команди та тривалого заліковування травми Валентина Котик вирушила до Росії, де пристала на пропозицію шахтинського «Дон-Текса». Відігравши два роки у «Дон-Тексі» українська футболістка перейшла до лав клубу «Рязань-ТНК», що був на той час чемпіоном Росії та грав у жіночій Лізі чемпіонів. Втім, за два сезони Котик разом з новою командою нічого серйозного так і не здобула та перейшла до «Надєжди» з Ногінська, яку згодом залишила заради виступів у московському «Спартаку», а потім повернулася назад. З 2007 року залучалася до ігор жіночої збірної України з футболу, брала участь у фінальній частині чемпіонату Європи 2009. З 2008 до 2010 року грала у ШВСМ «Ізмайлово», згодом у жіночих футбольних клубах «Зоркий» та «Мордовочка».
У 2013 році Валентина Котик повернулася до України, де продовжила виступи у ЖФК «Житлобуд-1», разом з яким тричі поспіль ставала чемпіонкою України. По завершенні сезону 2015 закінчила активні виступи, у лютому 2016 року отримала тренерську ліцензію категорії «С», а жовтні — категорії «B». Входила до тренерського штабу ЖФК «Житлобуд-1». В розіграші жіночої Ліги чемпіонів 2016/17 виконувала обов'язки головного тренера клубу, адже окрім неї ніхто з тренерів харківської команди не мав діючої тренерської ліцензії, що було вимогою УЄФА.
У грудні 2017 стала головною тренеркою ЖФК «Житлобуд-1», того ж року визнана кращим тренером України.
Під керівництвом Валентини Котик клуб став чемпіоном України та виграв кубок, таким чином зробивши золотий дубль.
Того ж року підопічні Валентини Котик подолали груповий етап Ліги чемпіонів, однак поступилися у 1/16 фіналу шведським спортсменкам з «Лінчепінгу».
14 березня 2019 року Валентина Котик народила сина.

## Досягнення

### Як гравець
- Чемпіон України (3): 2013, 2014, 2015
- Срібний призер чемпіонату Росії (2): 2006, 2011/12
- Бронзовий призер чемпіонату Росії (2): 2005, 2007
- Володар Кубка України (3): 2013, 2014, 2015
- Фіналістка Кубка Росії (2): 2006, 2011/12

### Як тренер
- Чемпіон України (1): 2018
- Володар Кубка України (1): 2018